# Equine infectious anemia

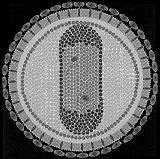
Viruset är ett retrovirus och muterar lätt.

Equine Infectious Anemia (EIA), även kallat träskfeber, är dödlig sjukdom hos hästar orsakad av ett retrovirus, som smittar genom insekter som till exempel hästflugor som lever i sumpiga träskmarker. Sjukdomen kan även smitta genom saliv, modersmjölk, blod eller andra kroppsvätskor. Det finns inget vaccin eller någon medicin mot sjukdomen, som oftast har dödlig utgång. Även om hästar kan bli tillfälligt friska från symptomen så kan hästen bli sjuk igen om immunförsvaret försvagas.
Innan Coggins test uppfanns så dog så många som 1 000 hästar årligen, till stor del på grund av att man inte hade tillräcklig kunskap om sjukdomen. Viruset kan överleva högst 30 minuter på en fluga och därför smittar sjukdomen oftast flera hästar på samma gård, men inga utomstående. Idag finns bättre förståelse för att skydda hästar mot flugor om de hålls i träskmarker. Dock finns det en hästras från Brasilien som visat sig vara immun mot träskfebern, kallad pantaneirohästen. I Sverige är sjukdomen extremt ovanlig.

## Symptom
Symptomen på träskfeber varierar från häst till häst och det finns tre olika stadier: akut, kronisk och asymptomisk. Gemensamt för alla stadier är att hästen får anemi, det vill säga brist på röda blodkroppar.
I akut tillstånd får hästen hög feber och apati, drabbas av depression och tappar matlusten. Det akuta tillståndet kan vara väldigt svårt att upptäcka då symptomen är ganska lätta och även förekommer som symptom på bland annat vanlig feber eller förkylning. Det kan dessutom dröja upp till två månader innan prover kan visa positivt för träskfeber. Ungefär en tredjedel av alla hästar som smittas med akut träskfeber dör redan inom en månad. Det finns även en mindre aggressiv variant av det akuta tillståndet där symptomen inte är lika framträdande. Hos en del hästar blir även mjälten förstorad.
I det kroniska tillståndet kan symptomen komma och gå med oregelbundna mellanrum. Feber, depression och tappad matlust som hos det akuta tillståndet kan uppvisas samt att hästen tappar hull och går ner i vikt eller visar upp en svullen mage och ibland även svullna och ömmande ben. Sjukdomen är dock lättare att upptäcka med hjälp av prover. Men sjukdomen går inte att bota och många hästar kan lida i över ett år innan de dör.
Det asymptomiska stadiet är svårast att upptäcka då hästarna oftast inte visar några symptom över huvud taget utan kan bara upptäckas med hjälp av Coggins test.

## Coggins test
Coggins test är en metod som togs fram av Leroy Coggins på 1970-talet, och är ett enkelt sätt att påvisa om en häst bär på viruset. Ett blodprov dras från hästen och skickas till laboratorier för kontroll. I många delar av världen där sjukdomen förekommer kräver man att Coggins test görs på hästar innan en hästshow, -tävling eller försäljning. Detta gäller särskilt hästar som ska importeras. I USA är man noggranna med att göra testet om hästar köps från Sydamerika, där sjukdomen är speciellt vanlig. Även hästar som förs över gränserna till de olika amerikanska staterna kan krävas att bli testade.

## Skydd mot EIA
Då det inte finns något vaccin mot sjukdomen får hästägare i sumpiga marker ta till olika andra metoder för att skydda sina hästar exempelvis kan täcken, flughuvor och insektsspray användas. Skulle en häst mot all förmodan bli smittad är det viktigt att man isolerar hästen och gör ett Cogginstest på andra hästar som står i närheten.
Om ett fall av träskfeber skulle bryta ut är det viktigt att man kontaktar veterinär.